# جوزيف أو. شيلبي
جوزيف أو. شيلبي (بالإنجليزية: Joseph O. Shelby) هو عسكري أمريكي، ولد في 12 ديسمبر 1830 في ليكسينغتون في الولايات المتحدة، وتوفي في 13 فبراير 1897 في أدرين في الولايات المتحدة.